# Salvador Rangel Mendoza
Salvador Rangel Mendoza, O.F.M (Tepalcatepec, Michoacán, 23 de abril de 1946) es un religioso católico mexicano, miembro del Orden de Frailes Menores o Franciscanos. Ha sido obispo de Huejutla y desde 2015 a 2022 fue obispo de Chilpancingo-Chilapa.

## Biografía
Originario de Tepalcatepec, Michoacán, Salvador Rangel Mendoza inició su carrera sacerdotal en el seminario menor de los Operarios del Reino de Cristo, de donde pasó al seminario de la Orden de Frailes Menores, ingresando en la orden franciscana en la provincia de San Pedro y San Pablo de Michoacán.
El 24 de noviembre de 1970 pronunció sus primeros votos y realizó su profesión perpetua el 19 de diciembre de 1973. El 29 de junio de 1974 fue ordenado presbítero por el obispo de Celaya, Victorino Álvarez Tena.
Desempeñó el ministerio sacerdotal principalmente en la Arquidiócesis de Morelia, donde estuvo destinado a las poblaciones de Acámbaro, Nuevo Chupícuaro y Morelia. Entre 1993 y 1997 estuvo destinado  a la Custodia de Tierra Santa. Retornó con el cargo de rector del seminario franciscano en Celaya, Guanajuato entre 1997 y 1998 y de 1999 a 2005 fue ecónomo y administrador de la Pontificia Universidad Antonianum en Roma. De 2006 a 2006 fue vicario episcopal y consultor de la Arquidiócesis de Morelia.

### Obispo de Huejutla
El 12 de marzo de 2009 el papa Benedicto XVI lo nombró obispo de Huejutla, en el estado de Hidalgo; fue consagrado obispo el 5 de junio de 2009, siendo su principal consagrante Alberto Suárez Inda, arzobispo de Morelia y como co-consagrantes, Christophe Pierre, nuncio apostólico en México y Salvador Martínez Pérez, obispo emérito de Huejutla.

### Obispo de Chilpancingo-Chilapa
El 20 de junio de 2015 el papa Francisco lo trasladó de Huejutla a la Diócesis de Chilpancingo-Chilapa. Como obispo de Chilpancingo-Chilapa ha ganado notoriedad nacional por sus declaraciones en relación con la violencia causada por el narcotráfico en el territorio de su diócesis, una de las zonas más violentas de México. Ha declarado que ha dialogado con los líderes del narcotráfico pidiendo protección para sacerdotes y religiosas de su diócesis, manifestando que en alguna ocasión gracias a su intervención habría logrado salvar la vida de un sacerdote que habría sido «condenado a muerte» por el crimen organizado.
Al inicio del proceso electoral local y federal de 2018, el estado de Guerrero fue golpeado por el asesinato de varios aspirantes a puestos de elección popular; ante ello, el 2 de abril del mismo año, Salvador Rangel manifestó públicamente que los líderes del narcotráfico se habían comprometido con el a no interferir más en el proceso electoral y no causar la muerte de candidatos con dos condiciones:

«Que los candidatos no repartan dinero para comprar el voto, sino que realicen obras en la Sierra, y que cumplan sus promesas de campaña porque la gente está molesta ante la indiferencia gubernamental y política.»

## Polémicas
Ante la ola de feminicidios que azotó el estado mexicano de Guerrero en octubre del 2018, Salvador Rangel Mendoza aseveró, sin pruebas, que las mujeres asesinadas eran prostitutas o tenían ligas con el crimen organizado.
El 29 de abril de 2024 la Conferencia del Episcopado Mexicano (CEM) denunció que Salvador Rangel Mendoza se encontraría desaparecido desde el sábado 27 de abril. La desaparición habría ocurrido cuando se trasladaba hacia el estado de Guerrero procedente de Jiutepec, Morelos. El mismo día fue localizado con vida, ingresado en el Hospital General Dr. José G. Parres de la ciudad de Cuernavaca; la Fiscalía de Morelos, anunció que preliminarmente investigaba lo que podría haber sido un secuestro exprés.